# Buick Riviera
O Riviera é um automóvel coupé de porte grande da Buick.

## História
Um conceito Riviera também foi exibido no Shanghai Motor Show de 2013, novamente desenvolvido pelo Pan Asia Technical Automotive Center PATAC. Possui portas com asas de gaivota e uma linha de transmissão elétrica plug-in, além de suspensão controlada por eletromagnetismo com molas a ar, conexão 4G LTE embutida, pilar A transparente e carregamento wireless.

## Galeria

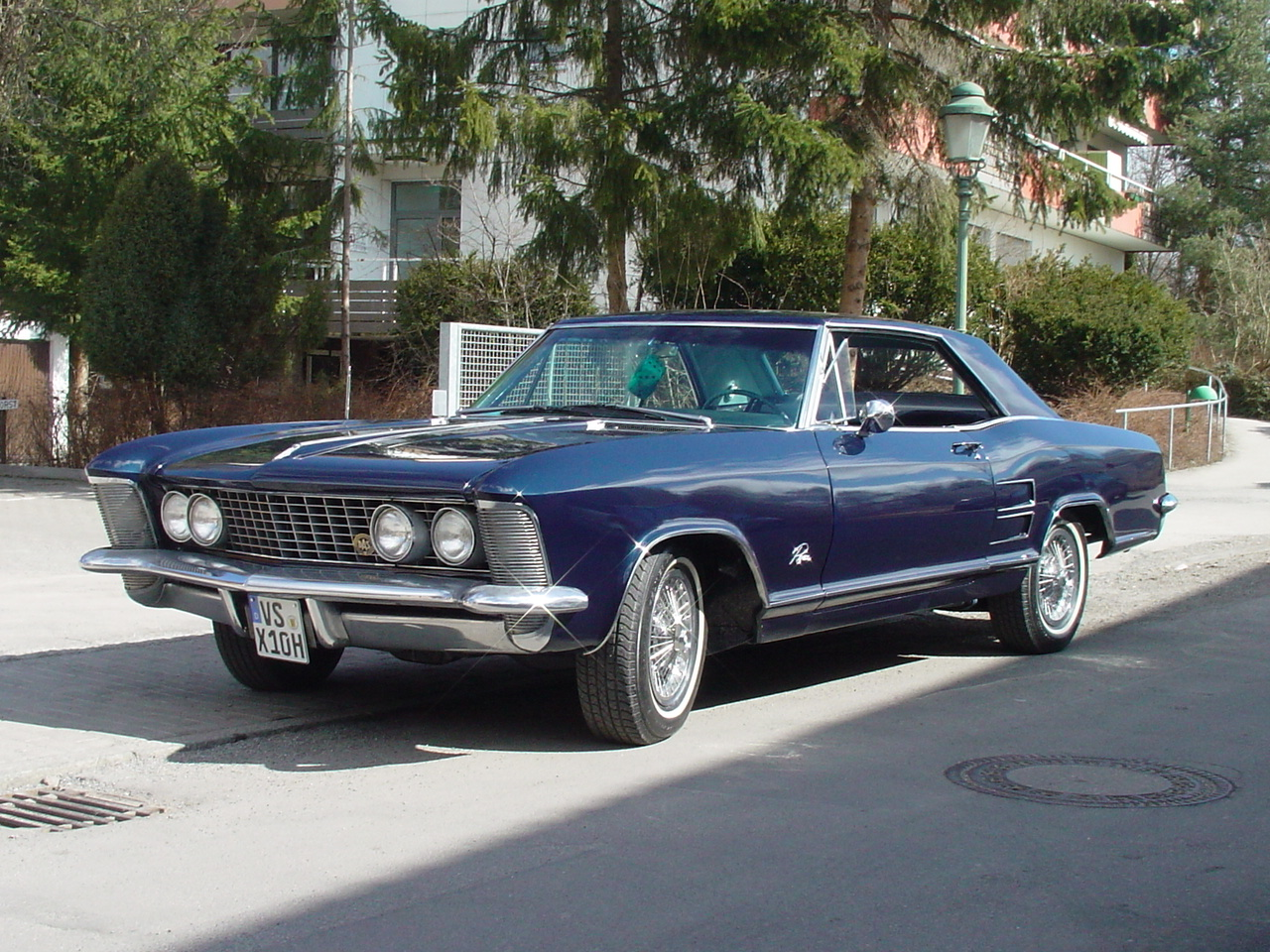
Buick Riviera 1ª geração 1963-1965
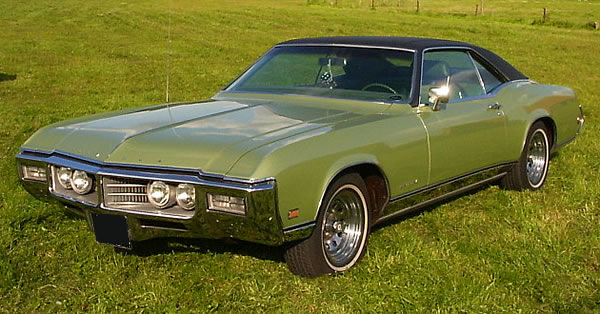
Buick Riviera 2ª geração 1966-1970
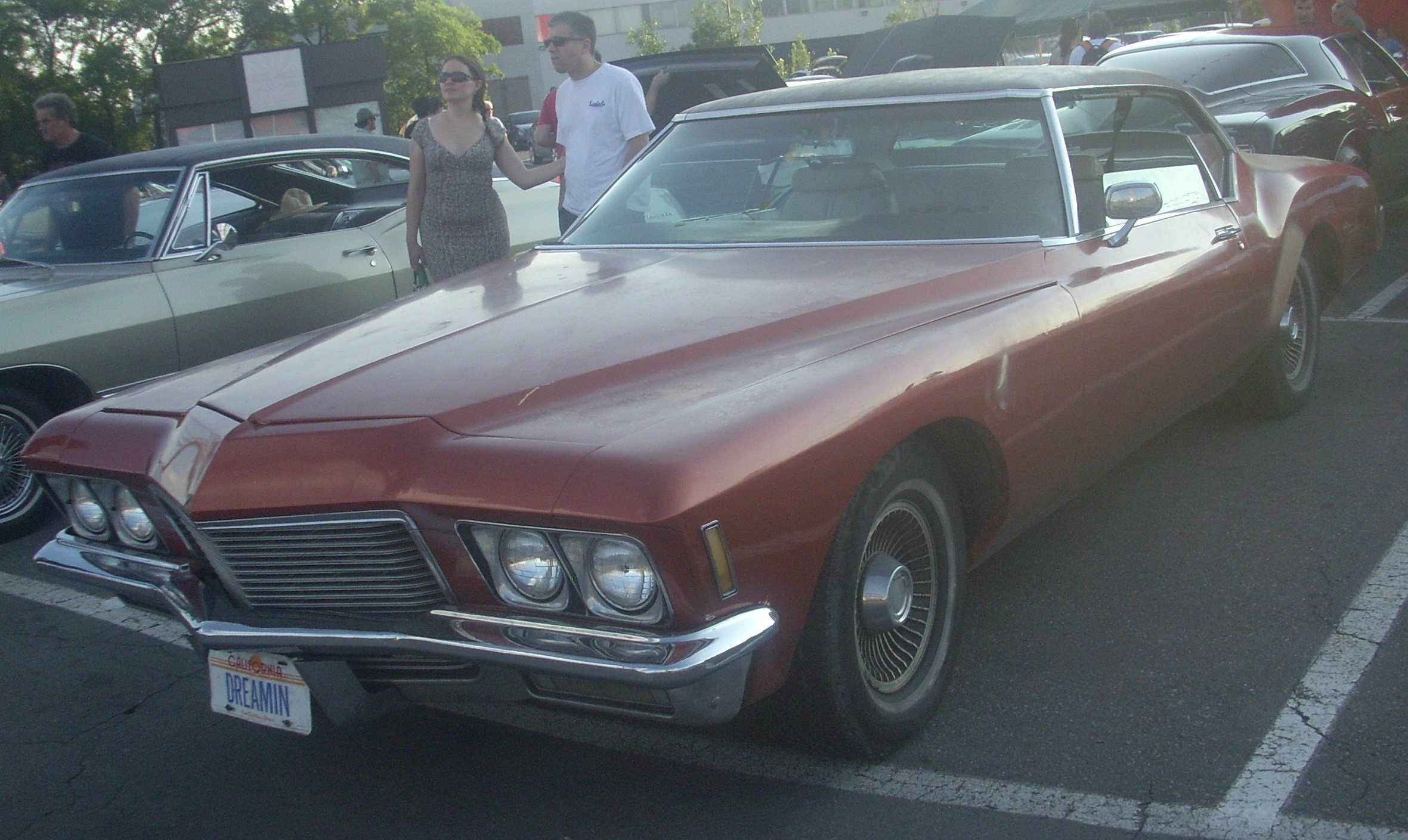
Buick Riviera 3ª geração 1971-1973
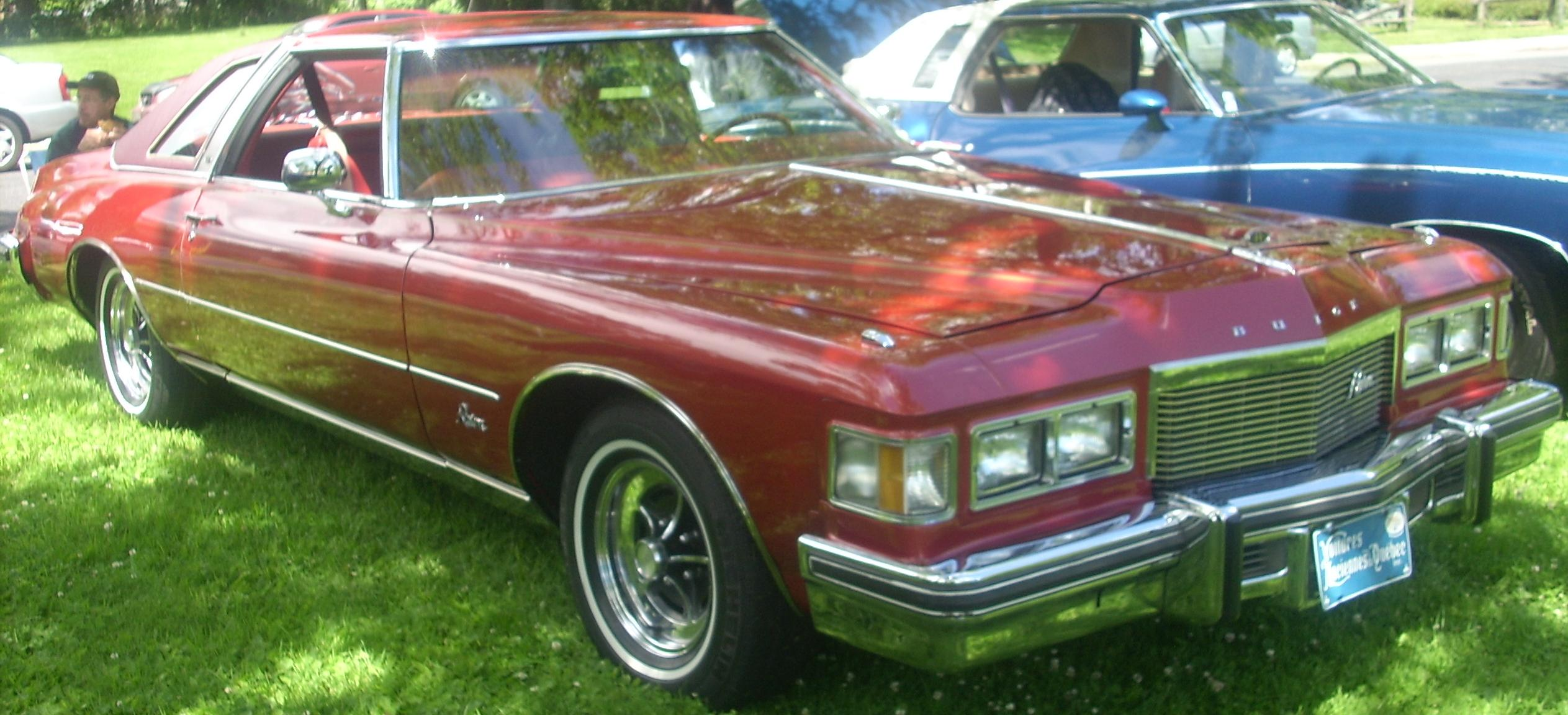
Buick Riviera 4ª geração 1974-1976
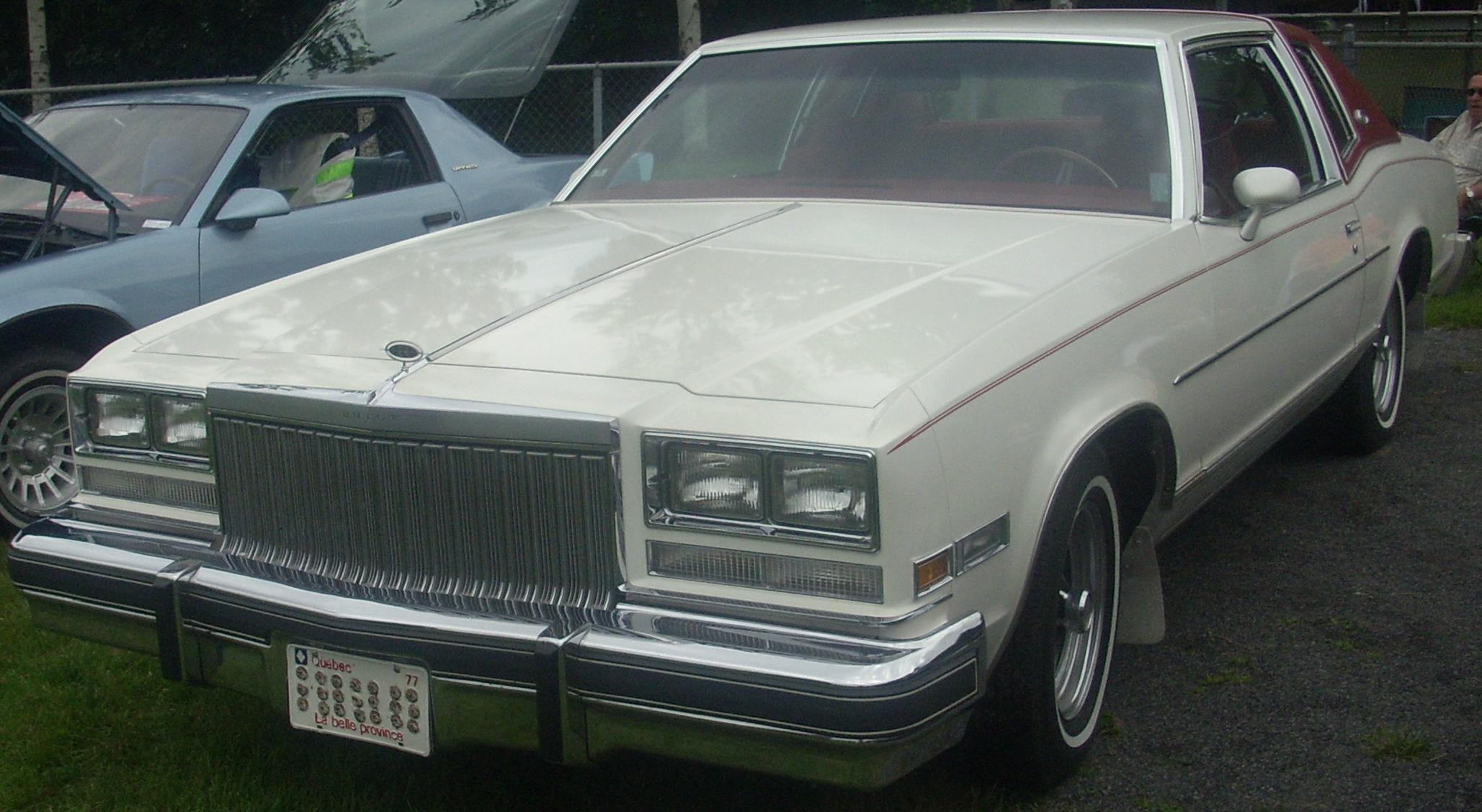
Buick Riviera 5ª geração 1977-1978
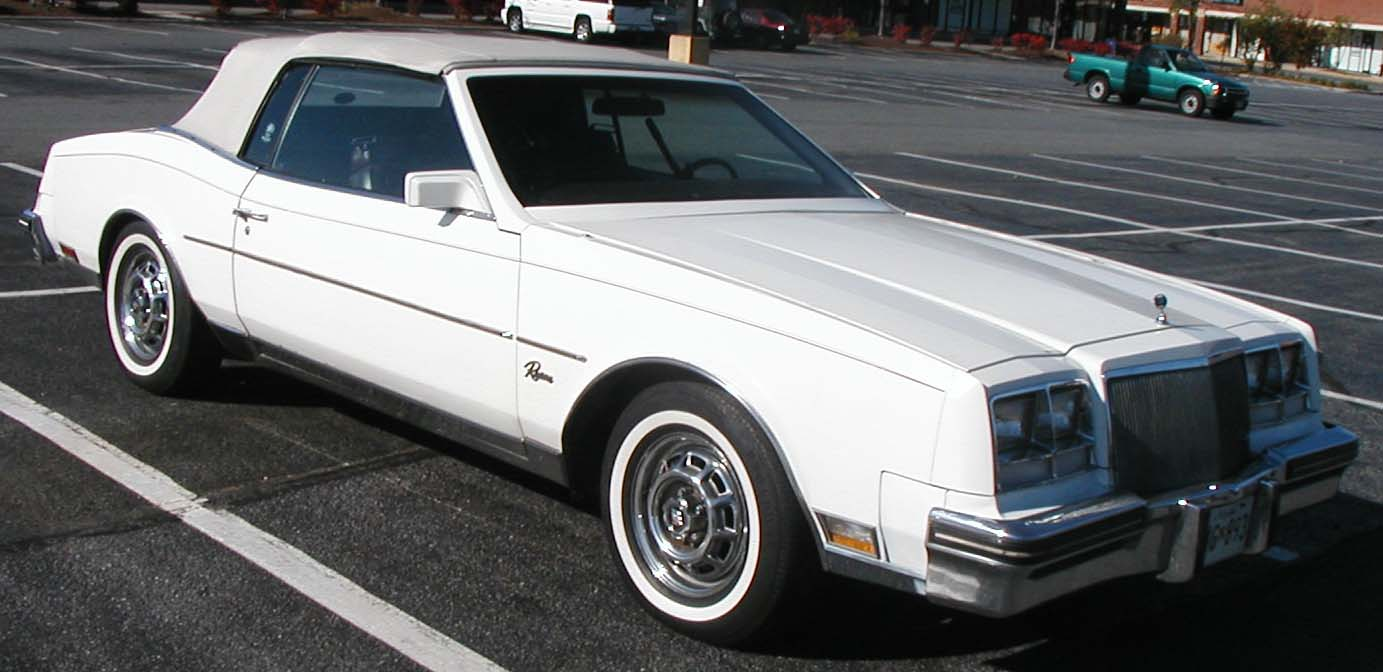
Buick Riviera 6ª geração 1979-1985
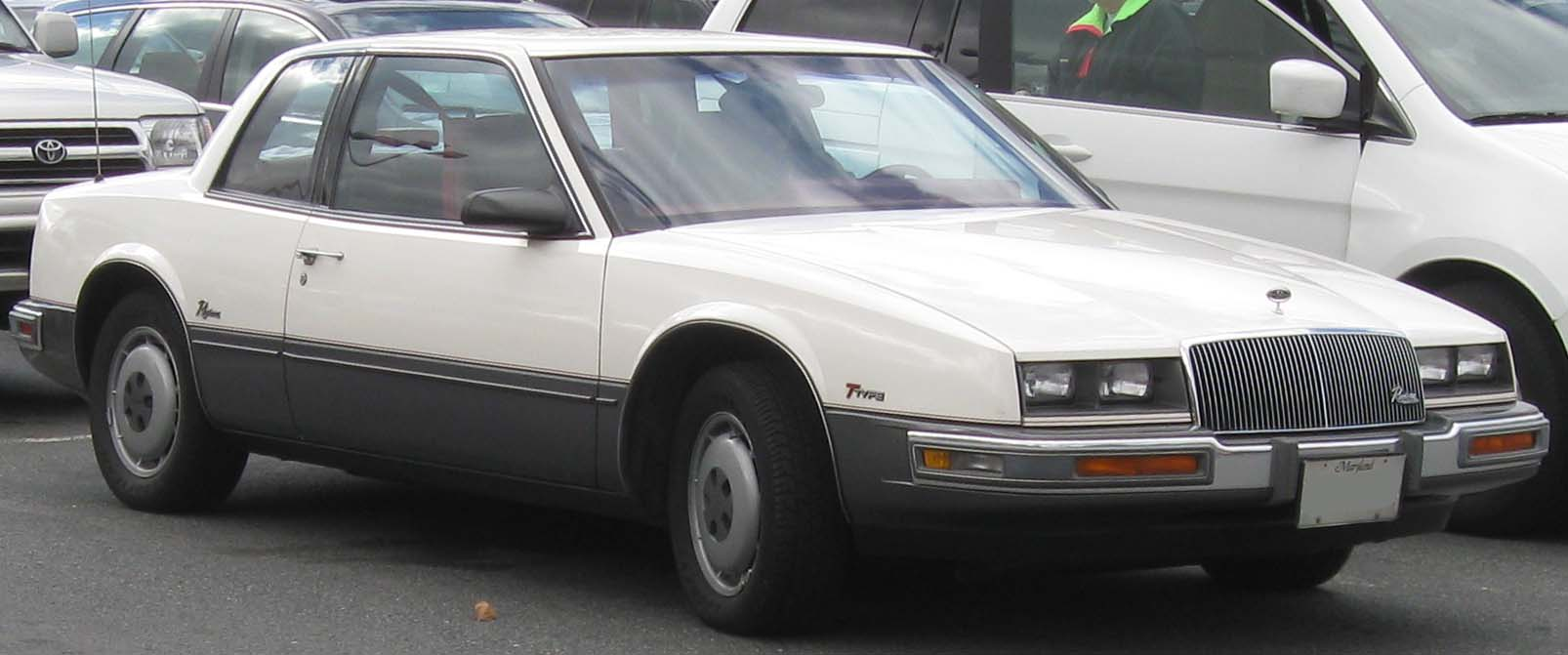
Buick Riviera 7ª geração 1986-1993
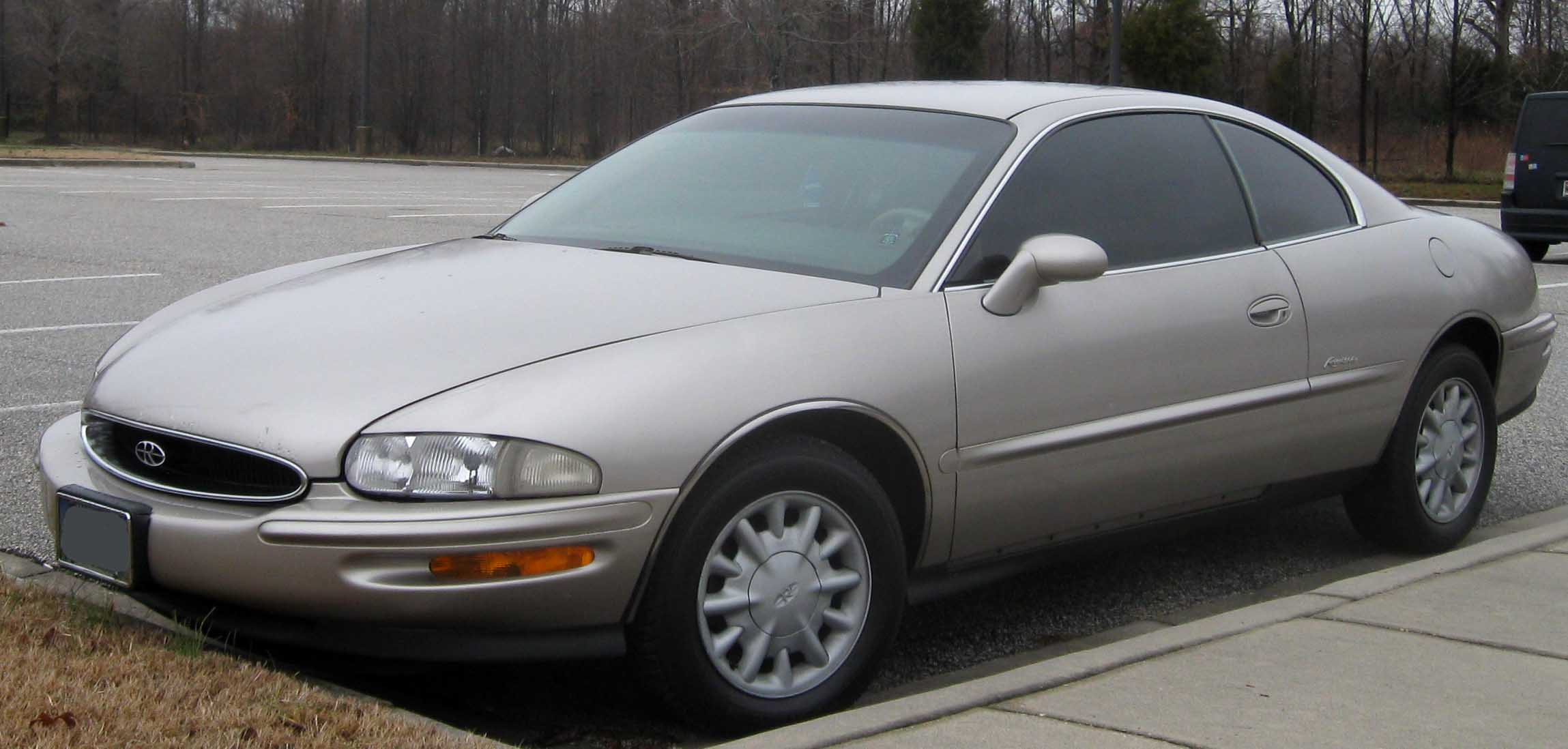
Buick Riviera 8ª geração 1995-1999
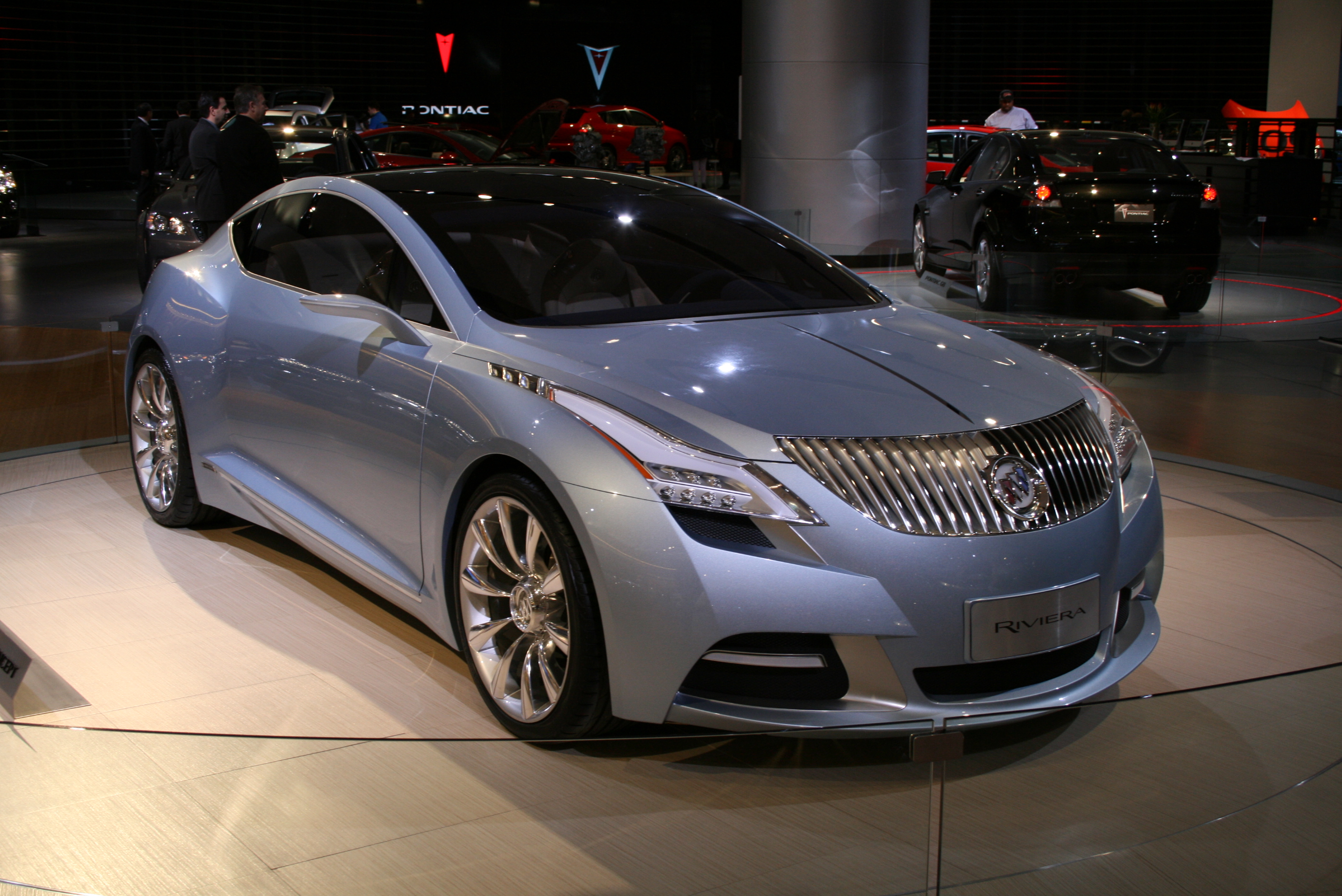
Conceito Buick Riviera 2007 provável 9ª geração